# Phil Kelly (cầu thủ bóng đá, sinh năm 1869)
Philip Kelly là một cầu thủ bóng đá người Anh thi đấu ở vị trí tiền vệ. Kelly thi đấu cho Liverpool trong mùa giải mùa giải 1892-93 đầu tiên. Ông có 3 lần ra sân cho câu lạc bộ trong mùa giải đó, nhưng đến cuối mùa giải ông bị hai cầu thủ đối phương tấn công và dính chấn thương cẳng chân kết thúc sự nghiệp. Tuy nhiên, ông vẫn hoạt động bóng đá và là huấn luyện viên cho nhiều câu lạc bộ nghiệp dư như West Toxteth Labour AFC và Africa Royal FC. Ông cũng là người phát hiện tài năng cho South Liverpool FC.